# Assassin's Creed (филм)
Assassin's Creed је амерички акциони филм из 2016. године редитеља Џастина Курцела а по сценарију Мајкла Леслија, Адама Купера и Била Кулејџа. Продуценти филма су Жан Жулијен Баронет, Жерард Жилемот, Франк Маршал, Патрик Крули, Мајкл Фасбендер, Конор Макуган и Арнон Милхан. Музику је компоновао Џед Курцел.
Глумачку екипу чине Мајкл Фасбендер, Марион Котијар, Џереми Ајронс, Брендан Глисон, Шарлот Ремплинг и Мајкл Вилијамс. Светска премијера филма је била одржана 21. децембра 2016. у Сједињеним Америчким Државама. 
Буџет филма је износио 125 000 000 долара, а зарада од филма је 241 400 000 долара.

## Радња
Калум Линч, чији лик игра Мајкл Фасбендер, открива да је потомак тајног друштва Асасинса захваљујући револуционарној технологији која откључава његова генетска сећања. Помоћу ње он проживљава авантуре свог претка Агилара у Шпанији 15. века. Након што стекне невероватно знање и моћи, Линч се враћа у савремено доба како би се супроставио опасним и моћним витезовима темпларима. Assassin's Creed је једна од најуспешнијих акционих игрица данашњице, а ово је први филм снимљен по њој.

## Улоге
| Глумац          | Улога                     |
| --------------- | ------------------------- |
| Мајкл Фасбендер | Калум Линч/Агилар де Нера |
| Марион Котијар  | Софија Рикин              |
| Џереми Ајронс   | Алан Рикин                |
| Брендан Глисон  | Џозеф Линч                |
| Шарлот Ремплинг | Елен Кај                  |
| Мајкл Вилијамс  | Муса                      |